# 陳品安
陳品安（1984年9月20日—），臺灣無黨籍政治人物、律師，現任苗栗縣議員。出生於臺北市，國立臺灣大學財務金融學系管理學學士、科際整合法律學研究所法學碩士畢業，律師高考及格。曾任台北律師公會媒體公關組副秘書長。

## 早年生涯
曾參與2013年的苗栗縣「苑裡反瘋車」運動，並以義務律師身分協助鄉親到法庭辯護。因長年往返臺北、苑裡，將苑裡鎮視為第二故鄉，為了延續當年抗爭而起的力量，決定辭去律師工作，投入苗栗縣議員選舉。

## 政治生涯

### 2018苗栗縣議員
2018年，以無黨籍身份參選苗栗縣議員，並以7,845票（16.51%）當選議員。
陳品安決定在苗栗縣議會議長、副議長選舉中票投自己，其中在參選議長則部分獲時代力量支持。

### 2022苗栗縣議員
陳品安在2022年中華民國直轄市長及縣市長選舉中，出任民主進步黨苗栗縣縣長候選人徐定禎總部發言人。個人則是以無黨籍身分競選連任苗栗縣議員，選舉結果獲得9119票，以該選區第一高票成績當選連任。

## 選舉紀錄
| 年度 | 選舉屆數               | 選舉區           | 所屬政黨 | 得票數 | 得票率 | 當選標記 | 備註 |
| ---- | ---------------------- | ---------------- | -------- | ------ | ------ | -------- | ---- |
| 2018 | 第十九屆苗栗縣議員選舉 | 苗栗縣第三選舉區 | 無黨籍   | 7,845  | 16.51% |          |      |
| 2022 | 第二十屆苗栗縣議員選舉 | 苗栗縣第三選舉區 | 無黨籍   | 9,119  | 20.64% |          |      |

## 外部連結
- 苗栗縣議員・陳品安律師的Facebook專頁
- 陳品安的Instagram帳戶
- YouTube上的苗栗縣議員陳品安頻道